# Родригес, Хуан Пабло
Хуа́н Па́бло Родри́гес Герре́ро (исп. Juan Pablo Rodríguez Guerrero; родился 7 августа 1979 года в Сапопане, Мексика) — мексиканский футболист, выступавший на позиции опорного полузащитника. Обладатель Золотого кубка КОНКАКАФ в составе сборной Мексики.

## Клубная карьера
Родригес закончил молодежную академию «Атласа» и вошёл плеяду золотого поколения футболистов «лис», наряду с Рафаэлем Маркесом, Павлом Пардо, Харедом Борхетти и другими. Благодаря своей способности в разрушении атак противника и отличному видению поля Хуан Пабло довольно быстро удостоился вызова в главную сборную страны. Уже в возрасте 21 года он стал капитаном «Атласа» и удостоился от болельщиков прозвища «Команданте». Его уверенные выступления в мексиканской премьере, а также в Кубке Либертадорес, не остались незамеченными. Летом 2003 года Родригес подписывает контракт с «Эстудиантес Текос». За «Атлас» Хуан Пабло сыграл в 189 матчах и забил 53 гола, что является серьезным достижением для молодого футболиста играющего на позиции опорного полузащитника.
В «Текос», Родригес сразу же стал игроком основного состава. В 2005 году Хуан Пабло вместе с Даниелем Лудуэньей вывели «Текос» в финал Клаусуры, где уступили «Америке». За три года Родригес принял участие в 107 матчах и забил 12 мячей.
Летом 2006 года Хуан Пабло переходит в «Гвадалахару», с которой он выигрывает свой первый трофей. Золотые медали Апертуры 2006 приносит победа над «Толукой». Несмотря на выигрыш кубка, СМИ подвергли критике игру Родригеса, который под давлением принимает решение о смене команды.
Новым клубом Хуана Пабло становится «Сантос Лагуна». С новым клубом Родригес дважды становится чемпионом Клаусуры в 2008 и 2012 годах.
В феврале 2012 года Хуан Пабло достиг отметки в 200 матчей в составе «Сантос Лагуны».

## Международная карьера
Родригес, выступал за национальную команду до 2006 года. Несмотря на большой опыт выступлений за сборную Мексики на континентальных турнирах, Хуан Пабло ни разу не выступал за неё на чемпионатах мира.
Родригес серебряный призёр Кубка Америки 2001 года, а в 2003 году в составе сборной Мексики, он стал обладателм Золотого кубка КОНКАКАФ. На этом турнире, Родригес забил своей единственный гол за сборную, в ворота сборной Ямайки.

## Достижения
«Гвадалахара»
- Чемпион Мексики (1): Апертура 2006

«Сантос Лагуна»
- Чемпион Мексики (2): Клаусура 2008, Клаусура 2012

Мексика
- Серебряный призёр Кубка Америки: 2001
- Победитель Золотого кубка КОНКАКАФ: 2003

## Голы за сборную
| №  | Дата         | Оппонент | Счёт | Голы Родригеса | Соревнование                |
| 10 | 20 июля 2003 | Ямайка   | 5:0  | 1              | Золотой кубок КОНКАКАФ 2003 |